# طرح رده‌بندی
طرح رده‌بندی (به انگلیسی: classification scheme) محصول مرتب‌سازی اشیاء به نوع اشیا (کلاس یا رده) یا به گروه‌هایی از کلاس است.
به صورت خلاصه، ساختارهای به دست آمده، ویژگی حیاتی و مهمی برای فراداده‌ها هستند، که این فراداده‌ها اغلب به صورت یک ساختار سلسله مراتبی نمایش می‌یابند و همچنین این فراداده‌ها اغلب با «اطلاعات توصیفی» کلاس‌ها یا گروه‌ها همراه می‌شوند. 
می‌توان از طرح‌واره رده‌بندی برای مرتب‌سازی یا تقسیم اشیای منفرد به کلاس‌ها یا گروه‌ها استفاده کرد. این کلاس‌ها یا گروه‌ها بر اساس ویژگی‌هایی هستند که اشیا (اعضا) به صورت مشترک آن ویژگی را دارند.
در زبان‌شناسی، مفاهیم مادون «زیرنام» مافوق مربوطه خود نام دارد؛ و معمولاً یک زیرنام «یک نوع» از مافوق خود است.